# Mathew Kisorio
Mathew Kipkoech Kisorio (né le 16 mai 1989) est un athlète kényan, spécialiste des courses de fond.